# Железопътна линия 9 (България)
Главна железопътна линия № 9 Русе – Каспичан от националната железопътна мрежа на България не е удвоена, електрифицирана, междурелсие 1435 мм. Дължина 142 км. Това е първата железопътна линия, построена в днешните български земи, открита на 7 ноември 1866 г.
Железопътната линия е построена за около две години до Варна.
В гара Русе-разпределителна линията прави връзка с Главна жп линия 4 за Горна Оряховица и Подкова, и чрез Дунав мост-1 с железопътната мрежа на Румъния, в гара Самуил – с жп линия № 91 за Силистра и в гара Каспичан – с Главна жп линия 2 за Варна и София. От Каспичан в 20-и век е започвала и вече закритата и демонтирана жп линия 28 до Нови пазар.

## История

### Османски период
Началото на железопътното строителство в днешните български земи е поставено на 21 май 1864 г. от английска компания, основана специално за целта от братята Хенри и Тревор Бъркли (на английски: Barkley). Тя е втори проект от общо три проекта за железопътни трасета, реализирани от английски компании по долното течение на Дунав в периода след Кримската война. Първият свързва Черна вода на р. Дунав с Констанца на Черно море и е готов през 1860 г. Линията Русе-Варна е втора поред връзка между двата водни пътя и цели да обхване богатите житни райони в граничния четириъгълник Русе – Шумен – Варна – Силистра. Третата железопътна линия е Букурещ – Гюргево, завършена през 1869 г.
За построяването на линията си съперничат английски и френски компании. За наемане строителството пред султан Абдул Меджид I участват и шуменски търговци с молба за концесия, но последното не е взето под внимание.
Проектът за свързване с железница на важното дунавско пристанище Русе със залива Сарос на Мраморно море е разработен от английски инженери и одобрен от османския султан на 29 декември 1856 г. През октомври 1863 г. османският посланик в Лондон Мусирие паша (потурчен грък Костакис Бусурис), сключва договор за отдаване на концесия за срок от 99 години на железопътна линия от Русе до Варна, която следва да бъде построена за три години. Първата копка е направена на 21-и май 1864 г. в Русе и строителството започва, като всички необходими инструменти и машини се внасят от Англия, а работниците са местни живущи в пределите на османската империя включително и с ангария. По трасето и строителството няма точно уговорени подробности. Турското правителство счита, че крайните точки на проекта са известни и важни и не могат да се изменят, а междинният пункт Шумен в никакъв случай не може да бъде пренебрегнат.
Английските инженери, ръководени единствено от интересите на компанията, прокарват трасето в права посока с малко съоръжения и минимални или земеизкопни, или земенасипни работи, без да вземат под внимание интересите на населението и местната търговия. Те пренебрегват дори стратегическото положение на военния център Шумен, тъй като неговото свързване с трасето на железопътната линия изисква много землени работи и скъпи съоръжения. Градът остава на 20 км от железопътната линия, а компанията предлага свързването му да стане с клон от гара Каспичан.
По трасето на железния път се работи едновременно от двете му крайни точки към средата. За една година са построени около 150 км от пътното платно от Русе до Разград и от Варна до Нови пазар. Към края на август 1865 г. от 224 км дължина на линията 160 км са с готово земно платно, а на останалите 64 км се завършват земните работи. Положени са релси от Варна до сп. Царевци – 32 км, и от Русе до Червена вода – 22,5 км. Готови са основите на приемните здания в Русе и Варна. Брегът на р. Дунав е повдигнат и укрепен с подпорна стена, с която се премахва опасността от високите води и ледовете.
На 7 ноември 1866 г. тогавашният валия на Дунавски вилает Митхад паша пътува с влак от Русе до Варна, преминавайки разстоянието без прехвърляне, и обявява линията за открита.
Редовната експлоатация на железопътната линия започва от английската компания-строител. На линията се отдава международно значение кат част от пътя Лондон – Цариград.
През 1873 г. английската компания отстъпва експлоатацията на линията на османското правителство, като за стойността ѝ предявява иск в размер на 2 млн. британски лири. То от своя страна предава експлоатацията на компанията Източни железници на барон Хирш. До 1874 г. правителството плаща на компанията годишни вноски по 140 000 британски лири, след което преустановява плащанията.

### След Освобождението
Непосредствено след Освобождението на България, преди откриването на Берлинския конгрес юни 1878 г., английската компания, защитавайки своите интереси, отправя до английската делегация дипломатически документ в който е изложено правителственото мнение с молба тя да се застъпи за интересите на английската търговска компания при уреждане на новото политическо положение на Балканите и статута на България. В резултат на това искане на Англия в Берлинския договор се включва чл. 10, съгласно който задълженията по железопътната линия Русе – Варна се прехвърлят от Османската империя върху Княжество България. Уреждането на сметките трябва да стане със споразумение между България, Османската империя и Компанията на Източните железници.
Един месец след съставянето на първото българско правителство английският дипломатически представител в София се обръща към него с покана да изплати на Компанията на Източните железници дълговете, наследени от Османската империя и тези след Освобождението на България.
Компанията иска да ѝ се изплащат по 3,5 млн. златни лв годишно, а българското правителство предлага 1 млн. златни лв., поради което започнатите преговори не дават резултат. До октомври 1883 г. обаче не се постига споразумение и английското правителство заплашва Княжество България, че ако не се постигне споразумение, Англия ще покани силите, подписали Берлинския договор, да разгледат поведението на българското правителство. За да излезе от това положение, българското правителство успява да склони компанията да започне преки преговори за откупуване на линията. Тези преговори продължават до юни 1884 г.
Настъпилото през 1885 г. Съединение на Източна Румелия с Княжество България забавя сключването на споразумението. Откупуването на линията се оформя със закон от 24 август 1886 г. Английската компания предявява иск в размер на 44 500 000 златни лв. и активно подкрепяна от Англия, успява да наложи тази цена, почти три пъти по-висока от действителната стойност на линията. За сравнение държавните приходи за 1886 г. са 42 млн. златни лв. За да изплати линията Княжество България сключва с Англия своя първи държавен заем, а самото предаване на линията става на 10 август 1888 г., като общата сума заедно с лихвите достига 52 307 000 златни лв.
Железопътната линия Русе – Варна с дължина 224 km е построена с минимален радиус на кривите 335 m, максимален наклон 25 ‰, с железни широкостъпални релси тип РВ – 32 kg/m и дължина 6 – 7 m.
Налице са сведения за некачествено администриране на ЖП-линията в края на XIX век.

## Реконструкции и модернизации
През 1970 г. в Железопътен възел Русе се открива пристанище – Русе-изток с обслужващата железопътна гара „Русе север“ и новата гара „Русе изток разпределителна“ с приемен, отправен и разпределителен парк. Създават се 18,5 km железопътни връзки между тези пунктове, както и до „Русе разпределителна“.
През 1982 г. е въведен в експлоатация разделен пост „Аспарух“ и връзката му с гара Мадара на Втора главна линия. Тя е електрифицирана, а дължината ѝ е 5,966 km. Чрез тази връзка директните влакове от Русе в посока към Шумен и обратно се движат без да влизат в гара Каспичан. През 90-те години предвид намалелите обеми на превозите, РП „Аспарух“ е закрит, а връзката с гара Мадара е демонтирана.
През 1958 – 1960 г. релсите по линията са подменени с тип 49 kg/m и са положени на струнобетонни траверси.
Линията е изцяло електрифицирана през 1983 г.

## Гари
При откриването в експлоатация железопътната линия Русе – Варна има 11 станции (гари): Русчук, Червена вода, Ветово, Разград, Ишиклар, Шейтанджик, Каялдере, Шумлароод, Провадия, Гебедже и Варна. Гарите са разположени по дължината на линията твърде неравномерно на разстояния от 17 до 33 km в зависимост от очаквания местен трафик.
Много от гаровите площадки са в крива или отчасти в крива с радиус от 500 до 1000 m и в слаб наклон. Има и площадки с по-голям наклон – гара Червена вода – наклон 9,4 ‰, Ишиклар – 12,8 ‰ и други.
Приемните здания са едноетажни, а само на гара Русе е двуетажно. В него днес се намира Националният музей на транспорта.

## Депа
С пускането в експлоатация на железопътната линия Русе – Варна за основно депо (хранилище) се определя Русе, а за оборотно – Варна. Локомотивното депо Русе е съвместено с железопътната работилница, където в едно от отделенията има два канала за подмазване, промивка и малки текущи поправки на локомотивите. Депото има устройство за екипиране с въглища, а снабдяването с вода става в гара Русе, където е изградена водна кула, запазена и до днес.
Оборотното депо Варна е съоръжено също с устройство за екипиране и малка работилница. И в двете депа като силови машини се използват доставени от Англия парни машини, които задвижват трансмисионни валове за струговете и другите машини. Парната машина на депо Варна е запазена и монтирана като музеен експонат пред депото.
Освен тези главни депа е построено и помощно депо в гара Червена вода, а след свързването на линията в гара Каспичан с останалата част на железопътната мрежа на България и там се създава оборотно депо.

## Технически съоръжения по железопътната линия

### Гари
| име на гарата   | приемно-отправни коловози (ПОК) | приемно-отправни коловози (ПОК) | приемно-отправни коловози (ПОК) | осигурителна инсталация |
| име на гарата   | брой ПОК                        | максимална полезна дължина      | минимална полезна дължина       | осигурителна инсталация |
| --------------- | ------------------------------- | ------------------------------- | ------------------------------- | ----------------------- |
| Русе разпред.   | 6                               | 719                             | 440                             | ЕГБ                     |
| Образцов чифлик | 2                               | 570                             | 559                             | РУКЗ                    |
| Ястребово       | 3                               | 700                             | 667                             | ЕМЦ                     |
| Ветово          | 4                               | 840                             | 455                             | РУКЗ                    |
| Сеново          | 2                               | 645                             | 645                             | РУКЗ                    |
| Просторно       | 2                               | 790                             | 785                             | РУКЗ                    |
| Разград         | 4                               | 690                             | 602                             | РУКЗ                    |
| Самуил          | 4                               | 810                             | 670                             | РУКЗ                    |
| Висока поляна   | 3                               | 626                             | 618                             | ЕЦ-1                    |
| Хитрино         | 3                               | 755                             | 503                             | РУКЗ                    |
| Плиска          | 3                               | 842                             | 614                             | РУКЗ                    |
| Каспичан        | 8                               | 663                             | 350                             | МРЦ                     |

### Мостове
| междугарие                  | намира се на km | обща дължина, m | изграден от  | препятствие |
| --------------------------- | --------------- | --------------- | ------------ | ----------- |
| Русе разпред. – Обр. чифлик | 1+700           | 36,00           | стоманобетон | асф. път    |
| г. Ветово                   | 34+130          | 20,00           | стоманобетон | асф. път    |
| г. Разград                  | 66+101          | 20,00           | стоманобетон | асф. път    |
| г. Самуил                   | 89+288          | 8,00            | стоманобетон | асф. път    |
| Хитрино – Плиска            | 127+133         | 23,20           | стоманобетон | река        |
| Плиска – Каспичан           | 135+166         | 61,30           | стоманобетон | река        |

### Максимално допустими скорости (към 29.05.2022 г.)
| от гара       | до гара      | скорост |
| ------------- | ------------ | ------- |
| Русе разпред. | Ястребово    | 70      |
| Ястребово     | Сеново       | 80      |
| Сеново        | Просторно    | 100     |
| Просторно     | Разград      | 80      |
| Разград       | сп. Ясеновец | 75      |
| сп. Ясеновец  | Самуил       | 80      |
| Самуил        | Вис. поляна  | 80      |
| Вис. поляна   | Хитрино      | 70      |
| Хитрино       | Плиска       | 80      |
| Плиска        | Каспичан     | 70      |